# 境鶴丸
境 鶴丸（さかい つるまる、1964年4月5日 - ）は、元フジテレビアナウンサー。

## 来歴・人物
幼少時から習っていた日本舞踊が特技で、「花柳流名取花柳龍彦」という芸名を持つ。神奈川県立湘南高等学校卒業後、時代劇の俳優を志してTBSの俳優養成機関「緑山塾」に1年間通っていた。しかし、役者には向かないと感じ、早稲田大学政治経済学部政治学科へ進学。
フジテレビには事業部志望で採用試験を受ける予定だったが、面接の練習も兼ねてアナウンサーの試験を先行して受けたところ、カメラテストまで突破してアナウンサーとして採用が決まる。大学卒業後の1989年にフジテレビへ入社。以後、報道・情報番組を中心に担当した。
アナウンス室の副部長も務めていたが、在任中（52歳）だった2016年7月に、総務局適正業務推進室の内部監査部へ異動した。本人が異動後の2021年に述懐したところによれば、アナウンス室を管理する業務の比重が増すにつれて「管理職としてアナウンス室で定年（60歳）を迎えたり、退社したうえでフリーアナウンサーとして第二の人生を歩んだりするより、他の部署に身を置いて新しいことを一から学びたい」との思いが強まったことから、アナウンス室からの異動を自ら申し出たという。「内部監査部への異動が内示された時には結構ビックリした」とも語っているが、異動後は同部の業務に専念していた。
2022年、50歳以上を対象とした早期退職制度に応募し、同年3月31日を以てフジテレビを退職した。退職後はアナトレのOB講師として授業を受け持っている。

## 過去の出演番組
報道・情報番組
| 期間       | 期間      | 番組名                               | 役職                                 | 担当日         |
| ---------- | --------- | ------------------------------------ | ------------------------------------ | -------------- |
| 1990.10.1  | 1991.9.27 | 奥さまお手をどうぞ!                  | 進行役                               | 平日           |
| 1992.3.30  | 1992.4.1  | ニュース&ウェザー                    | キャスター                           | 月～水曜日     |
| 1992.4.1   | 1992.9.30 | FNN World Uplink                     | スポーツキャスター                   | 月～水曜日     |
| 1992.4.6   | 1992.9.30 | モーニングLIVE                       | キャスター                           | 月～水曜日     |
| 1992.10.1  | 1993.3.26 | モーニングLIVEFNN World Uplink       | キャスタースポーツキャスター         | 木・金曜日     |
| 1993.4.1   | 1994.3.31 | FNN おはよう!サンライズ              | スポーツキャスター                   | 平日           |
| 1995.4.3   | 1995.9.29 | 3時ヨこい!                           | コーナーキャスター                   | 平日           |
| 1995.10.2  | 1999.3.31 | ビッグトゥデイ                       | フィールドキャスター兼佐藤充宏の代役 | 平日           |
| 1999.4.1   | 2000.3.31 | 2時のホント                          | 司会                                 | 平日           |
| 2000.4.3   | 2002.3.29 | FNNスーパーニュース                  | 『文化芸能部』キャスター             | 平日           |
| 2002.4.6   | 2011.3.27 | FNNスーパーニュースWEEKEND           | キャスター                           | 休日           |
| 2002.4.6   | 2004.9.26 | FNNレインボー発・あすの天気          | キャスター                           | 休日           |
| 2002.4.7   | 2003.3.30 | EZ!TV                                | ニュースコーナーキャスター           | 日曜日         |
| 2003.4.5   | 2004.9.25 | 感動ファクトリー・すぽると!&ニュース | ニュースコーナーキャスター           | 土曜日         |
| 2004.10.2  | 2005.3.26 | FNNレインボー発・あすの天気          | キャスター                           | 土曜日         |
| 2004.10.2  | 2005.3.26 | ニュース&すぽると!                   | ニュースパートキャスター             | 土曜日         |
| 2009.10.15 | 2011.3.25 | FNNスーパーニュース                  | キャスター                           | 水～金曜日     |
| 2011.3.28  | 2012.9.28 | FNNスピーク                          | キャスター                           | 平日           |
| 2012.10.1  | 2014.3.28 | FNNスーパーニュース                  | キャスター                           | 平日           |
| 2014.4.4   | 2014.9.26 | BSフジLIVE プライムニュース(BSフジ)  | グローバルキャスター                 | 隔週金曜日     |
| 2014.7.5   | 2016.3.26 | ニュース&すぽると!                   | ニュースパートキャスター             | 土曜日         |
| 2014.7.6   | 2016.3.27 | FNNニュース                          | キャスター                           | 日曜日(深夜)   |
| 2014.10.5  | 2015.3.29 | FNN NEWS Pick Up                     | キャスター                           | 日曜日         |
| 2015.3.30  | 2015.5.29 | 直撃LIVE グッディ!                   | ニュースコーナーキャスター           | 月・木・金曜日 |
| 2015.4.5   | 2016.3.27 | こんやのニュース                     | キャスター                           | 日曜日         |
| 2016.4.2   | 2016.6.25 | スポーツLIFE HERO'S                  | ニュースコーナーキャスター           | 土曜日         |

バラエティ・特別番組・その他
- 笑っていいとも!（1991年4月 - 1994年9月、テレフォンアナウンサー担当）
- FNS1億2000万人のクイズ王決定戦（1990秋〜93春まで、全6回。問題出題者として出演。後に『ちびまる子ちゃん』の『ベルトクイズQ&Q』でも出題者に扮している。）
- スーパーニュース特集（BSフジ）
- メダマ!?ラジオ（2008年1月期・毎週水曜）
- とびだせ!リビング（BSフジ）
- 志村の時間（2016年2月9日）

## 同期
- 野島卓（2022年3月31日退職）
- 智田裕一（現：ニュース総局報道局経済部長兼解説委員）
- 木幡美子（現：総務局次長兼SDGs・CSR推進室部長）
- 佐藤里佳（2022年3月31日退職）
- 田代尚子（2022年3月31日退職）